# Yvon Abiven
Yvon Abiven, né le 14 avril 1948 à Plounéour-Trez (Finistère), est un homme politique français.

## Biographie
Yvon Abiven est enseignant. Ancien membre de l'Union démocratique bretonne (UDB) avec qui il se porte candidat aux élections législatives de 1981, il est élu sans étiquette maire de Saint-Thégonnec en 1989 puis conseiller général du Finistère en 1992. En 1997, il devient député de Morlaix lorsque Marylise Lebranchu, dont il est le suppléant, entre au gouvernement Jospin. Jusqu'en 2002, Yvon Abiven siège au groupe socialiste à l'Assemblée nationale.
En 2007, il est fait chevalier de l'Ordre des Arts et des Lettres ; il reçoit la distinction des mains de Jean-Yves Le Corre directeur de la Drac Bretagne le 14 décembre 2007. Tout ceci dans le cadre de son travail de défense de la langue bretonne, de son implication pour la restauration de l'Enclos paroissial de Saint-Thégonnec à la suite de l'incendie du 8 juin 1998, de la sauvegarde des ruines du château de Penhoat. Mais également son implication pour la rénovation de l'Abbaye du Relec.
Suppléant de Marylise Lebranchu, nommée Ministre de la Réforme de l'État, de la Décentralisation et de la Fonction publique dans le gouvernement Ayrault I, il redevient brièvement députée de la quatrième circonscription du Finistère 17 au 19 juin 2012, date de la fin de la XIIIe législature. Il siège parmi les non-inscrits, l'Assemblée nationale ne se réunissant plus.
En juillet 2012, il est fait chevalier de la Légion d'honneur ; il reçoit la distinction des mains de Marylise Lebranchu le 30 novembre 2012.
En juin 2015, il reçoit le titre de Maire honoraire, mais également la médaille d'honneur communale de vermeil pour ses 31 années d'implications au sein du conseil municipal et de la mairie.

## Détail des fonctions et des mandats
Assemblée nationale
- du 5 juillet 1997 au 18 juin 2002 : Député de la quatrième circonscription du Finistère
- du 17 juin 2012 au 19 juin 2012 : Député de la quatrième circonscription du Finistère

Conseil général du Finistère

- de 1992 à 2011 : Conseiller général du canton de Saint-Thégonnec
- Vice-président du conseil général du Finistère

Commune de Saint-Thégonnec
- de 1983 à 2014 : Conseiller municipal
- de 1989 à 2014 : Maire

## Décorations et distinctions
- Chevalier de l'ordre des Arts et des Lettres (2007)
- Chevalier de la Légion d'honneur (2012)
- Médaille vermeille d'honneur communale (2015)
- Maire honoraire (2015)